# Hyomys
Hyomys é um gênero de roedores da família Muridae.

## Espécies
- Hyomys dammermani Stein, 1933
- Hyomys goliath (Milne-Edwards, 1900)